# Massacre de Depayin
O massacre de Depayin (birmanês:  ဒီပဲယင်း လူသတ်မှု) ocorreu em 30 de maio de 2003 em Tabayin (Depayin), uma cidade na Divisão de Sagaing de Mianmar (atual Região de Sagaing), quando pelo menos 70 pessoas associadas à Liga Nacional pela Democracia foram mortas por uma multidão patrocinada pelo governo. Em uma entrevista em abril de 2012, Khin Nyunt, ex-primeiro-ministro do país, afirmou que interveio pessoalmente para salvar a vida de Aung San Suu Kyi durante o massacre, mobilizando seus homens para trazê-la para um local seguro em um acantonamento do exército próximo. 